# Issao Imamura
Issao Imamura (24 de junho de 1968) é um ilusionista brasileiro. Formado em Direito pela Universidade de São Paulo é considerado o primeiro e maior ilusionista do Brasil.

## História
Materialização de um gigantesco caminhão de 7 toneladas.
Em 2003 criou, produziu e apresentou a primeira grande produção ilusionista da história do Brasil, o espetáculo, TODOS SOMOS MAGOS, onde realizou no palco a primeira materialização ilusionista de automóvel registrada na história do Brasil. Um elenco, e equipe técnica formada por 20 profissionais brasileiros, formados pessoalmente pelo artista, diretor, e 15 profissionais administrativos e da área de marketing.
Em 2012 Issao Imamura foi considerado o “melhor ilusionista do Brasil".
Em 2013 foi convidado para ser o Embaixador do filme Truque de Mestre no Brasil.